# 井上長三郎
井上 長三郎（いのうえ ちょうざぶろう、1906年11月3日 - 1995年11月17日）は、日本の洋画家。
1920年代から1940年代にかけて、池袋周辺に集う芸術家たちのアトリエ村「池袋モンパルナス」に参加した一人として知られている。
1931年、第1回独立美術協会展で同協会賞。1953年から1956年にかけて、日本美術会の委員長を務める。

## 経歴
- 1906年11月3日神戸市に生まれる。2歳で両親に連れられ、大連に渡る。
- 1924年、帰国して太平洋画会研究所に通う。鶴岡政男、靉光と出会う。二科展、独立美術協会展などに出品。
- 1929年、鶴岡政男らと太平洋画会研究所でストライキ[3]。
- 1935年、独立美術協会会員となる。
- 1938年、フランスに渡る。
- 1940年、美術文化協会に参加。
- 1943年、鶴岡政男、靉光、松本竣介、麻生三郎、糸園和三郎、大野五郎、寺田政明と新人画会を結成。同年5月の美術文化協会第4回展に出品した「埋葬」と「騾」に続いて、9月、東京府美術館（現東京都美術館）で開催された「国民総力決戦美術展」に「漂流」を出品するも、これらは「暗く」「厭戦的」としてすべて撤収される[4]。
- 1947年、自由美術家協会会員となる。
- 1956年6月、日本美術会の文化使節としてソ連に渡る[2]。
- 1972年、第25回日本アンデパンダン展の実行委員長を務める[2]。